# 가솔현
가솔현(賈率賢, 1991년 2월 12일~)은 대한민국의 축구 선수로, 포지션은 수비수이다. 현재 카타르 세컨드 디비전 알 메사이미어에서 활동하고 있다.

## 어린 시절
고려대학교 시절부터 중앙 수비수와 수비형 미드필더 자리를 오가며 팀의 주장으로서 중심적인 역할을 맡았었다.

## 구단 경력
2013년 FC 안양에 입단하는 것으로 프로 선수 생활을 시작하였다.
2013년 3월 17일 FC 안양의 개막전에서 선발 출전해 프로 데뷔 경기를 치렀고, 이 경기에서 경기 시작 1분 30초만에 헤더로 팀의 창단 첫 골이자 자신의 프로 데뷔골을 넣었다. 같은 해 9월 9일 경찰 축구단과의 경기에서 송유걸 골키퍼의 골킥을 백패스로 처리하다가 박지영 골키퍼와 싸인이 맞지 않아 그대로 안양의 골문으로 빨려들아기면서 프로 데뷔 후 첫 자책골이면서 팀의 첫 자책골을 기록하였다. 데뷔 시즌 20경기에 출전해 3골을 기록했다.
2017시즌을 앞두고 계약이 만료되면서 경주 한국수력원자력 축구단으로 입단했으며, 시즌 종류 후 2017 내셔널리그 수비수 부문 베스트11에 선정되었다.
2018시즌을 앞두고 전남 드래곤즈로 이적했다. 2018시즌 전남에서 26경기에 출전했으나 팀의 2부리그 강등을 막지는 못했다. 팀이 강등당했음에도 가솔현은 2019시즌을 앞두고 전남에 잔류했다.
2019시즌 종료 이후 전남을 떠났으며 이후 반 시즌동안 가솔현은 어떤 팀에도 속하지 않았다. 그러던 2020년 7월, 가솔현은 K리그1의 강원 FC에 입단했다.
2021시즌을 앞두고 경주 한국수력원자력 축구단에 입단했다.

## 경기 성향
190cm가 넘는 장신 수비수로 제공권 능력에 장점이 있으며, 동시에 빌드업에도 장점이 있다. 전남에서는 수비형 미드필더로 뛴 경험이 있을 정도로 다재다능함 또한 지니고 있다.

## 여담
- 현재 FC 안양의 홈구장인 안양종합운동장에는 팀의 첫 골을 기록한 가솔현의 유니폼과 축구화가 전시되어있다.

## 수상

### 유소년

#### 고려대학교
- 전국대학축구대회 우승: 2009
- 전국대학축구선수권대회 우승: 2010
- 제 47회 전국춘계대학축구연맹전 우승[8]

### 구단

#### 경주 한국수력원자력 축구단
- 내셔널리그
  - 우승 1회 : 2017